# Ukrainische Eishockeyliga 1994
Die Saison 1994 war die zweite reguläre Austragung der ukrainischen Eishockeyliga, der höchsten ukrainischen Eishockeyspielklasse. Meister wurde zum ersten Mal in der Vereinsgeschichte der SchWSM Kiew.

## Modus
In der Hauptrunde absolvierte jede der fünf Mannschaften insgesamt vier Spiele. Die beiden bestplatzierten Mannschaften qualifizierten sich für die Finalrunde, in der der Meister zwischen den drei qualifizierten Mannschaften ausgespielt wurde. Der HK Sokol Kiew war als Teilnehmer an der Internationalen Hockey-Liga automatisch für die Finalrunde qualifiziert. Für einen Sieg erhielt jede Mannschaft zwei Punkte, bei einem Unentschieden gab es ein Punkt und bei einer Niederlage null Punkte.

## Hauptrunde

### Tabelle
|    | Klub                 | Sp | S | U | N | Tore  | Punkte |
| -- | -------------------- | -- | - | - | - | ----- | ------ |
| 1. | SchWSM Kiew          | 4  | 4 | 0 | 0 | 28:07 | 8      |
| 2. | Sdjuschor Sokol Kiew | 4  | 3 | 0 | 1 | 16:18 | 6      |
| 3. | Salamandra Charkiw   | 4  | 2 | 0 | 2 | 11:13 | 4      |
| 4. | Politechnik Kiew     | 4  | 1 | 0 | 3 | 22:14 | 2      |
| 5. | HK Kryschynka Kiew   | 4  | 0 | 0 | 4 | 11:36 | 0      |

Sp = Spiele, S = Siege, U = Unentschieden, N = Niederlagen

## Finalrunde
|    | Klub                 | Tore  | Punkte |
| -- | -------------------- | ----- | ------ |
| 1. | SchWSM Kiew          | 11:04 | 4      |
| 2. | HK Sokil Kiew        | 13:06 | 2      |
| 3. | Sdjuschor Sokil Kiew | 03:17 | 0      |